# 모코투프
모코투프(폴란드어: Mokotów)는 폴란드 바르샤바 중앙에 위치한 구다.